# Drosophila maracaya
Drosophila maracaya är en tvåvingeart som beskrevs av Wheeler 1957. Drosophila maracaya ingår i släktet Drosophila och familjen daggflugor.
Artens utbredningsområde är Venezuela.